# イニョー山地
イニョー山地（Inyo Mountains）とはアメリカのカリフォルニア州、シエラネヴァダ山脈の東にある山地。
西にはオーエンズヴァレーが、東にはSaline Valley があり、長さ130kmでホワイト山脈の南端から南南東にオーエンズ湖の東までのびている。
最高峰はWaucoba山（3,390 m）で、ビッグパインの南東約29kmにある。